# Diên An (xã)
Diên An là một xã thuộc huyện Diên Khánh, tỉnh Khánh Hòa, Việt Nam.
Xã Diên An có diện tích 8,56 km², dân số năm 1999 là 7.827 người, mật độ dân số đạt 915 người/km².
Tính đến năm 2012, dân số Diên An đạt 10.450 người, mật độ dân số là 1.221 người/km².